# 大阪医療看護専門学校
大阪医療看護専門学校（おおさかいりょうかんごせんもんがっこう）は、大阪府豊中市刀根山五丁目にある私立専修学校。看護師の養成を目的とする。国立病院機構大阪刀根山医療センターに隣接する。学校法人大阪滋慶学園が運営。2008年（平成20年）に閉校となった刀根山病院附属看護学校の建物や敷地を引き継ぐ形で2010年（平成22年）4月に開校した。

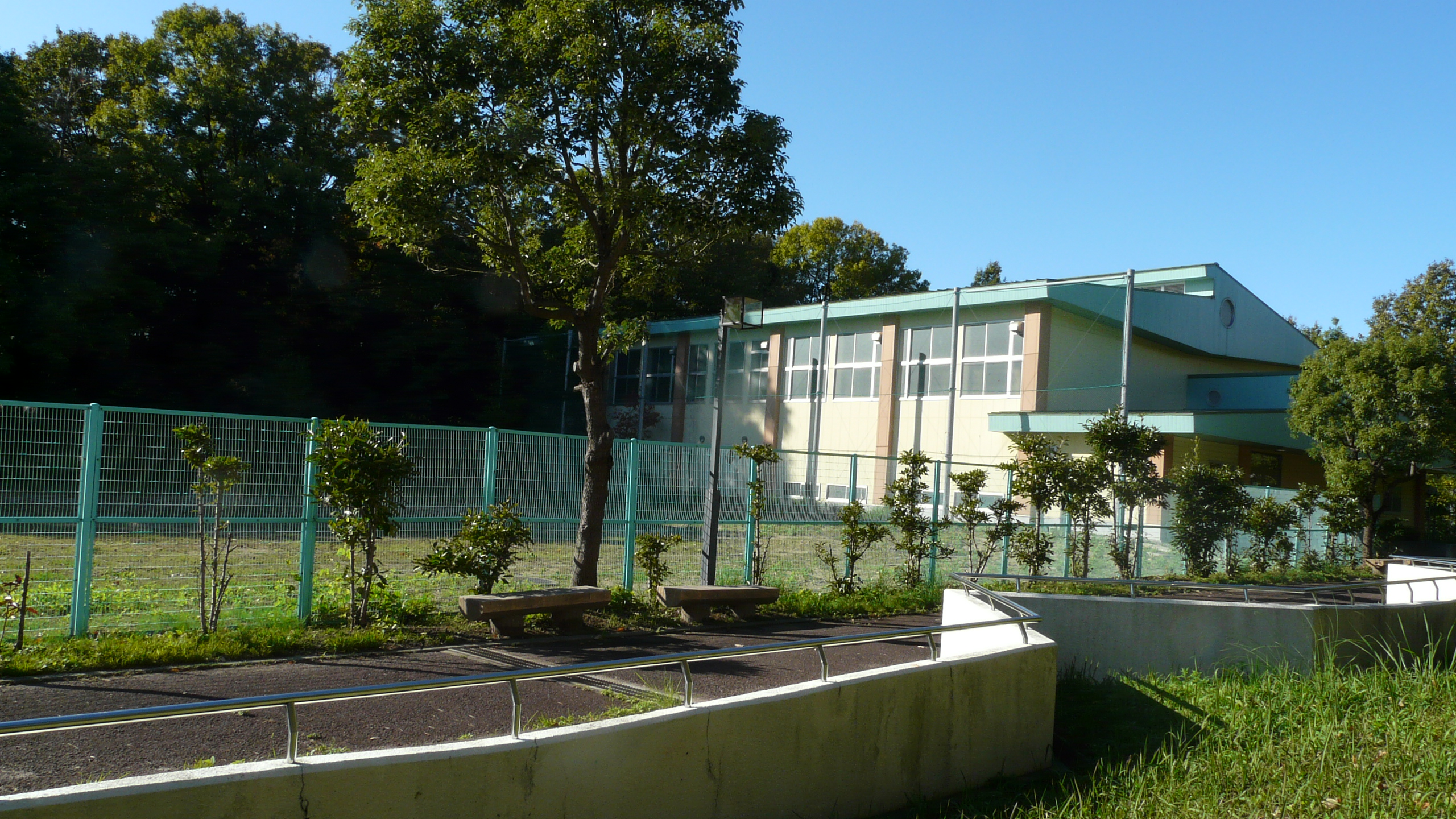
体育館・グラウンド

## 学科
- 看護学科（昼間3年制）

## 交通アクセス
- 阪急宝塚本線 蛍池駅から徒歩9分
- 大阪モノレール 蛍池駅から徒歩10分